# Prachi
Prachi Choudhary (* 20. Dezember 1996) ist eine indische Sprinterin, die sich auf den 400-Meter-Lauf spezialisiert hat.

## Sportliche Laufbahn
Erste internationale Erfahrungen sammelte Prachi bei den Asienmeisterschaften 2019 in Doha, bei denen sie mit der indischen 4-mal-400-Meter-Staffel in 3:32,21 min die Silbermedaille hinter der Mannschaft aus Bahrain gewann. Nach Ablauf ihrer Sperre nahm sie an den Asienspielen in Hangzhou teil und gewann dort mit der 4-mal-400-Meter-Staffel in 3:27,85 min gemeinsam mit Vithya Ramraj, Aishwarya Mishra und Subha Venkatesan die Silbermedaille hinter dem bahrainischen Team.

## Dopingvergehen
Nach einem positiven Dopingtest auf das anabole Steroid Oxandrolon, wurde Prachi von der Athletics Integrity Unit (AIU), der unabhängigen Integritätskommission des Weltleichtathletikverbandes World Athletics (ehem. IAAF), vom 30. Dezember 2019 bis zum 19. Februar 2024 gesperrt.

## Persönliche Bestleistungen
- 400 Meter: 52,96 s, 29. Juni 2018 in Guwahati